# 김도훈 (언론인)
김도훈(金度勳)은 대한민국의 중견 언론인으로서 건국대학교 법학과를 졸업하고 일요서울 · 아시아경제신문의 기자를 거쳐 2010년 9월 17일 대한민국 서울에서 《시사주간》(時事週刊)을 창간, 발행인 겸 편집국장으로 (주)이코노믹포스트를 이끌고 있다. 김도훈(金度勳) 발행인이 이끄는 (주)이코노믹포스트에는 《시사주간》(時事週刊)을 비롯 경제종합지 '이코노믹포스트', 소비자제보 중심의 '소비자고발뉴스'가 자매지로 있다.